# 滕遠
滕遠（1477年—？），字士毅，北平都司濟陽衛（在京師）軍籍，福建建寧府建安縣人，明朝政治人物。

## 生平
順天府鄉試第一百八名舉人。弘治十八年（1505年）中式乙丑科會試第一百九十九名，三甲第六十九名進士。

## 家族
曾祖滕景義；祖父滕文壽；父滕鉞。前母袁氏；前母汪氏；母常氏。具慶下。